# دراج خلنگزار
دراج خَلَنگزار (نام علمی: Scleroptila psilolaemus) نام یک گونه از سرده دراج‌های آفریقایی است.